# Nor Ughi
Nor Ughi (en arménien Նոր ուղի) est une communauté rurale du marz d'Ararat en Arménie. En 2008, elle compte 920 habitants.